# Aspergillus griseus
Aspergillus griseus är en svampart som beskrevs av Link 1824. Aspergillus griseus ingår i släktet Aspergillus och familjen Trichocomaceae.   Inga underarter finns listade i Catalogue of Life.